# Kentucky
Kentucky (wymowa:/kənˈtʌki/ⓘ), ang. ofic. Commonwealth of Kentucky) – stan na środkowym wschodzie Stanów Zjednoczonych. Jest jednym z czterech stanów posługujących się w oficjalnym nazewnictwie terminem commonwealth (pozostałe to: Massachusetts, Pensylwania i Wirginia). Początkowo był częścią stanu Wirginia, ale został wydzielony z niego w 1792 roku, stając się 15. stanem dołączonym do Unii.
Kentucky graniczy na północy ze stanami: Illinois, Indiana i Ohio, na południu – z Tennessee, na wschodzie – z Wirginią Zachodnią i Wirginią, a na zachodzie – z Missouri. Zajmując obszar 104 749 km², stanowi 37. pod względem powierzchni stan Stanów Zjednoczonych. W spisie ludności z 2020 roku populacja stanu wynosiła 4 505 836 mieszkańców. 
Zachodnia część stanu położona jest na nizinie Missisipi. Część środkowa i obszary północno-wschodnie są pagórkowate 
(wyżyna Cumberland).

## Historia[5]
- początek XVIII wieku – początek kolonizacji amerykańskiej
- 1774 – powstała pierwsza na terenie stanu stała osada amerykańska – Harrodsburg
- 1775 – Daniel Boone założył Fort Boonesborough
- 1 czerwca 1792 – Kentucky zostało przyjęte do Unii
- 1861–1865 – wojna secesyjna. Mimo że był to stan niewolniczy, Kentucky pozostało w Unii.

10 grudnia 2021 r. o porze nocnej przez zachodnie Kentucky przeszło gwałtowne tornado, powodując poważne lub katastrofalne zniszczenia w wielu miastach, w tym: Mayfield, Benton, Dawson Springs i Bremen. Potwierdzono co najmniej 58 ofiar śmiertelnych.

## Geografia

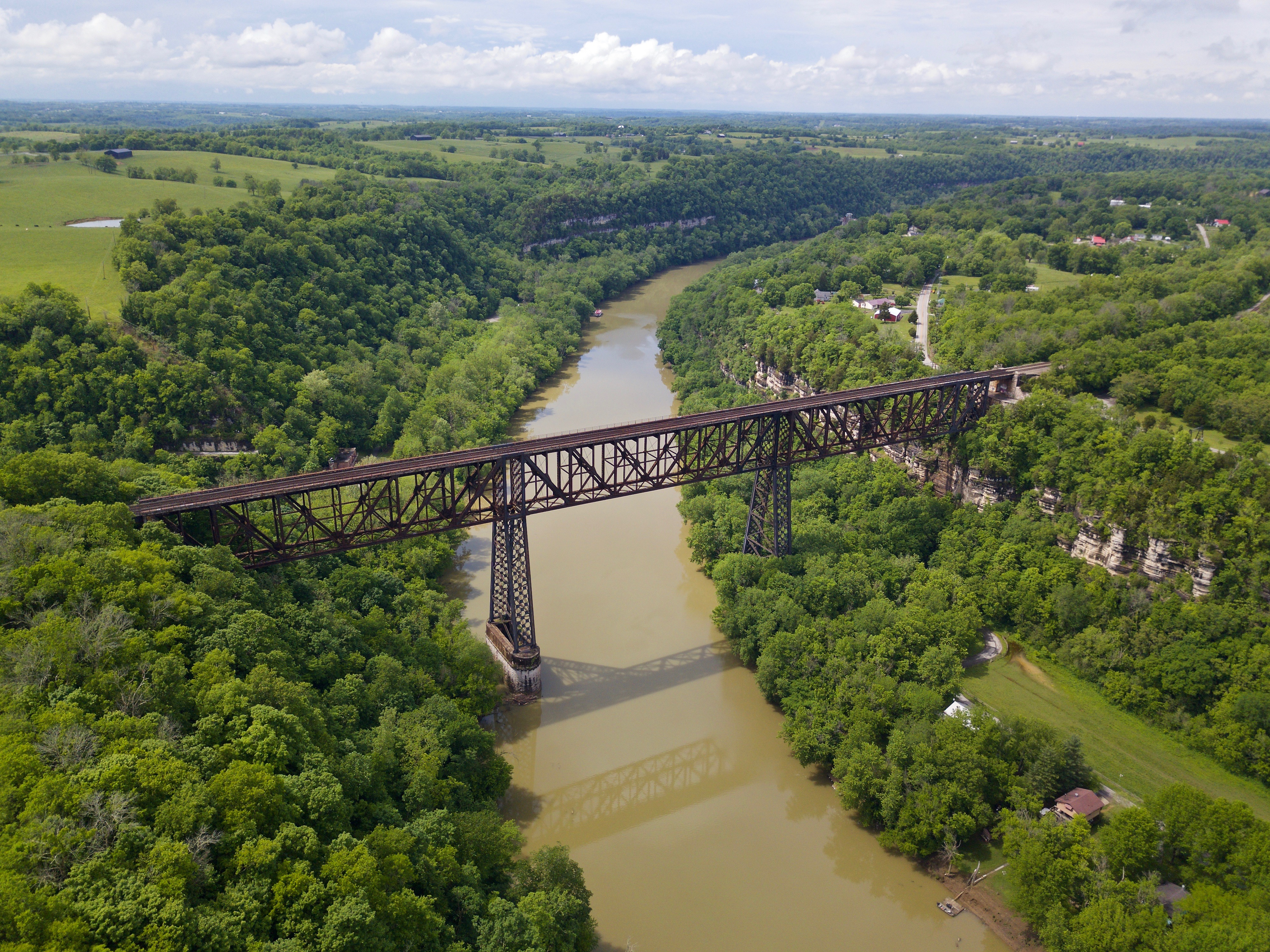
Most kolejowy nad rzeką Kentucky

Około połowę powierzchni stanu stanowią grunty leśne, a do głównych gatunków drzew należą: buk wielkolistny, dąb czerwony, klon cukrowy, dąb biały i tulipanowiec amerykański, a także kilka gatunków orzeszników (hikora) i orzechów. Znajduje się tutaj najdłuższa jaskinia na świecie – Jaskinia Mamucia, która w 1941 roku została uczyniona parkiem narodowym.
- Klimat: podzwrotnikowy wilgotny[8],
- Główne rzeki: Cumberland, Green, Kentucky, Missisipi, Ohio[9]
- Najwyższy szczyt: Black Mountain(inne języki) (1263 m n.p.m.)
- Liczba hrabstw: 120[10]
- Największe hrabstwo: Pike[10]

Stan położony jest w dwóch strefach czasowych: część wschodnia w UTC-05:00, a zachodnia w UTC-06:00.

### Miasta
Na terenie stanu Kentucky znajduje się 519 miast (city), w tym 2 o liczbie ludności przekraczającej 100 000, 42 powyżej 10 000 mieszkańców, a 201 powyżej 1000 mieszkańców (2022 r.).
Lista miast zamieszkanych przez 5000 lub więcej osób (2022 r.):

- Louisville (624 444)
- Lexington (320 347)
- Bowling Green (74 926)
- Owensboro (60 037)
- Covington (40 956)
- Georgetown (38 780)
- Richmond (36 129)
- Florence (32 618)
- Nicholasville (31 955)
- Elizabethtown (31 892)
- Hopkinsville (30 927)
- Independence (29 326)
- Jeffersontown (28 621)
- Frankfort (28 391)
- Henderson (27 697)
- Paducah (26 834)
- Radcliff (22 953)
- Ashland (21 342)
- Erlanger (19 756)
- Madisonville (19 214)
- Winchester (19 142)
- Mount Washington (18 424)
- Shelbyville (17 565)
- Murray (17 522)
- St. Matthews (17 362)
- Danville (17 303)
- Fort Thomas (17 133)
- Berea (15 494)
- Shively (15 482)
- Glasgow (15 282)
- Shepherdsville (14 486)
- Newport (13 901)
- Bardstown (13 739)
- Somerset (12 218)
- Lawrenceburg (11 919)
- Campbellsville (11 599)
- Lyndon (10 917)
- Alexandria (10 570)
- Versailles (10 416)
- Franklin (10 344)
- La Grange (10 295)
- Paris (10 075)
- Mayfield (9894)
- Middletown (9638)
- Harrodsburg (9149)
- Elsmere (9148)
- Middlesborough (9131)
- Hillview (8771)
- Maysville (8742)
- Fort Mitchell (8653)
- Edgewood (8398)
- Oak Grove (7997)
- Corbin (7856)
- Union (7592)
- London (7578)
- Mount Sterling (7555)
- Villa Hills (7435)
- Pikeville (7358)
- Russellville (7282)
- Flatwoods (7243)
- Vine Grove (6880)
- Taylor Mill (6846)
- Morehead (6734)
- Cynthiana (6441)
- Lebanon (6436)
- Leitchfield (6432)
- Highland Heights (6418)
- Cold Spring (6353)
- Crestwood (6350)
- Princeton (6210)
- Wilmore (6017)
- Fort Wright (5819)
- Central City (5810)
- Monticello (5755)
- Dayton (5749)
- Bellevue (5630)
- Walton (5576)
- Douglass Hills (5409)
- Williamsburg (5163)

## Demografia

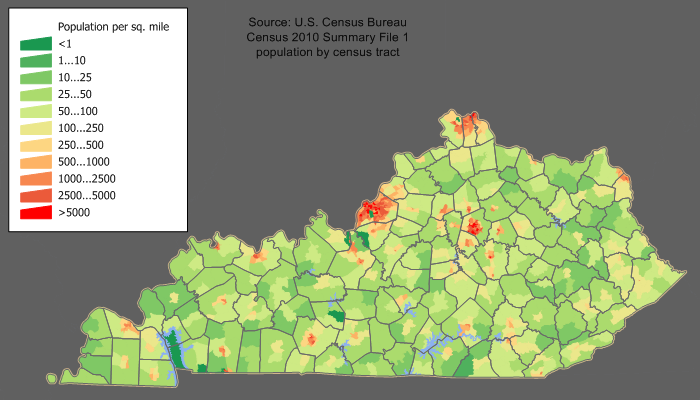
Mapa gęstości zaludnienia w Kentucky

Spis ludności z roku 2020 stwierdza, że stan Kentucky liczy 4 505 836 mieszkańców, co oznacza wzrost o 166 469 (3,8%) w porównaniu z poprzednim spisem z roku 2010. Dzieci poniżej piątego roku życia stanowią 6,1% populacji, 22,4% mieszkańców nie ukończyło jeszcze osiemnastego roku życia, a 16,8% to osoby mające 65 i więcej lat. 50,7% ludności stanu stanowią kobiety.

### Język
Najpowszechniej używanymi językami w 2010 roku, były:
- język angielski – 95,44%,
- język hiszpański – 2,39%,
- język niemiecki – 0,3%.

### Rasy i pochodzenie
Według danych z 2019 roku, 86,7% mieszkańców stanowiła ludność biała (84,2% nie licząc Latynosów), 8,1% to czarnoskórzy Amerykanie lub Afroamerykanie, 2,3% miało rasę mieszaną, 1,6% to Azjaci, 0,19% to rdzenna ludność Ameryki, 0,09% to Hawajczycy i mieszkańcy innych wysp Pacyfiku. Latynosi stanowią 3,8% ludności stanu.
Do największych grup należą osoby pochodzenia „amerykańskiego” (13,8%), niemieckiego (12,3%), irlandzkiego (10,8%) i angielskiego (9,8%). Do innych dużych grup należą osoby pochodzenia szkockiego lub szkocko–irlandzkiego (139 tys.), europejskiego (123,6 tys.), meksykańskiego (91,8 tys.), włoskiego (88,1 tys.) i francuskiego (77,9 tys.).

## Religia
Dane z 2014:

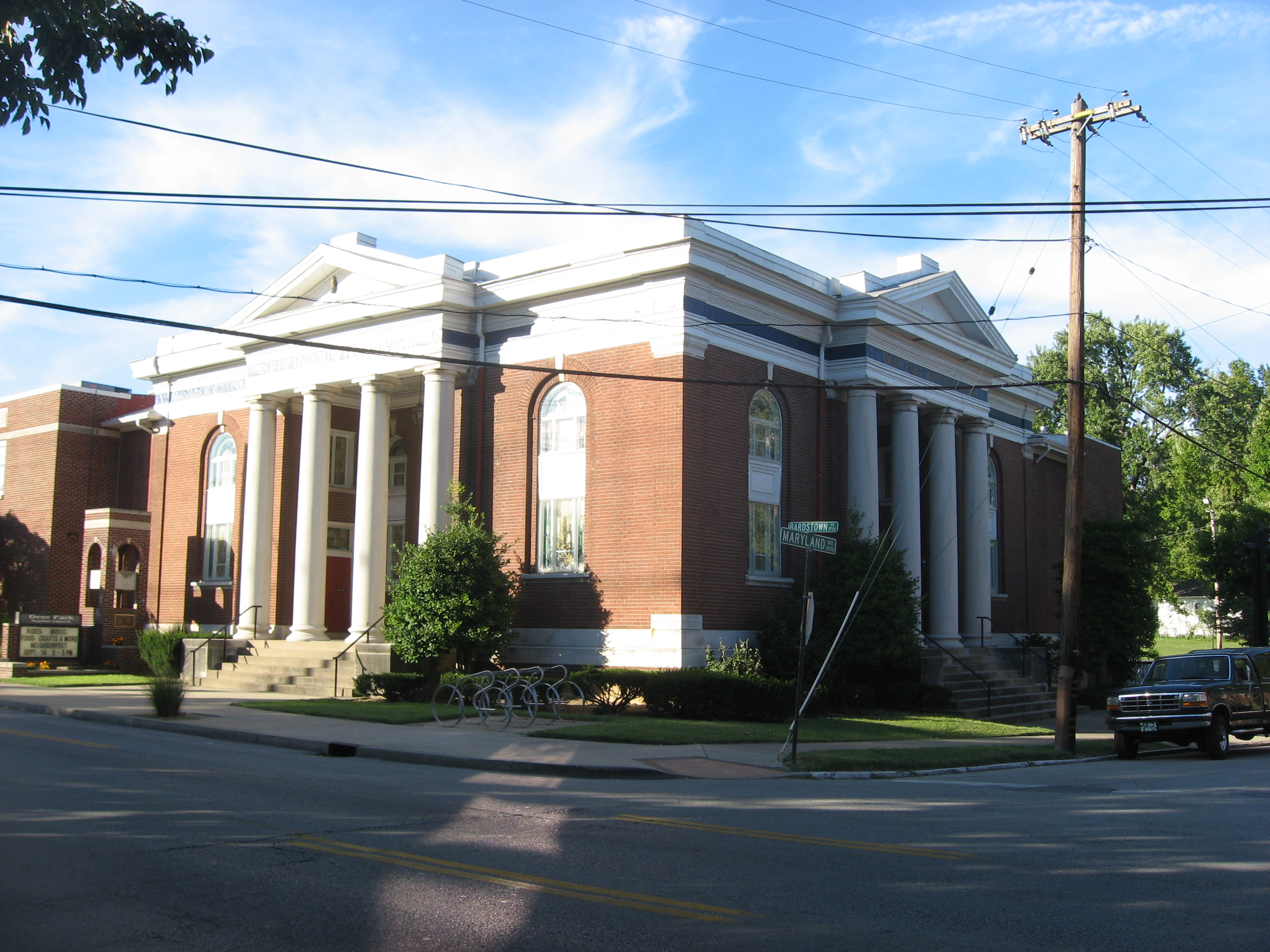
Kościół baptystyczny w Louisville

- protestanci – 65% (w większości baptyści – 36%, ale także zielonoświątkowcy, bezdenominacyjni, metodyści i campbellici)[17],
- niereligijni – 22% (w tym: ateiści – 4% i agnostycy – 4%),
- katolicy – 10%,
- inne religie – 3% (w tym: mormoni, świadkowie Jehowy, muzułmanie, żydzi, buddyści, prawosławni, unitarianie uniwersaliści, scjentyści, bahaiści i hinduiści)[18].

Kentucky należy do trzech stanów z najwyższym odsetkiem (49%) protestantów ewangelikalnych. Częścią tej grupy jest populacja około 10 tys. amiszów, z największą liczbą w hrabstwie Hart.
Około jedna trzecia wszystkich katolików zamieszkuje największe miasto – Louisville i jego hrabstwo Jefferson.

## Przemysł i bogactwa naturalne[22]
- główne uprawy: tytoń, soja, kukurydza
- produkcja bourbonu
- hodowla bydła, trzody chlewnej i koni.
- maszynowy,
- spożywczy,
- elektrotechniczny,
- hutniczy,
- petrochemiczny, wydobywczy (węgiel kamienny)

## Sport
Stan jest domem dla jednego z najstarszych i najpopularniejszych wydarzeń sportowych w Ameryce – Kentucky Derby. Widzowie przebierają się od 1875 roku, aby pić miętowe julepy i oglądać wyścigi koni w Churchill Downs, w Louisville.

## Uczelnie
W Kentucky działają Transylvania University (1780), będąca najstarszą instytucją szkolnictwa wyższego na zachód od Alleghenów. University of Louisville, założony przez radę miasta w 1798 roku, jest najstarszym publicznym uniwersytetem w stanie. Założony w 1970 roku University of Kentucky w Lexington, jest największym uniwersytetem w stanie.
Zarówno University of Kentucky, jak i University of Louisville mają szkoły medyczne i dentystyczne oraz kolegia prawnicze. University of Kentucky ma również bardzo szanowaną szkołę rolniczą, dobrze znaną z obiektów do badań nad końmi. Większość prywatnych uczelni wspierana jest przez kościoły.

## Znani ludzie
- Johnny Depp, Muhammad Ali, George Clooney, Nicky Hayden, Daniel Boone, Jefferson Davis, Static Major, Nicole Scherzinger, Rajon Rondo, Billy Ray Cyrus, Loretta Lynn, Abraham Lincoln, Hunter S. Thompson, Kevin Richardson, Brian Littrell, Michael Shannon, Jennifer Lawrence, Josh Hutcherson, Don Rosa.